# Twist (konfekt)

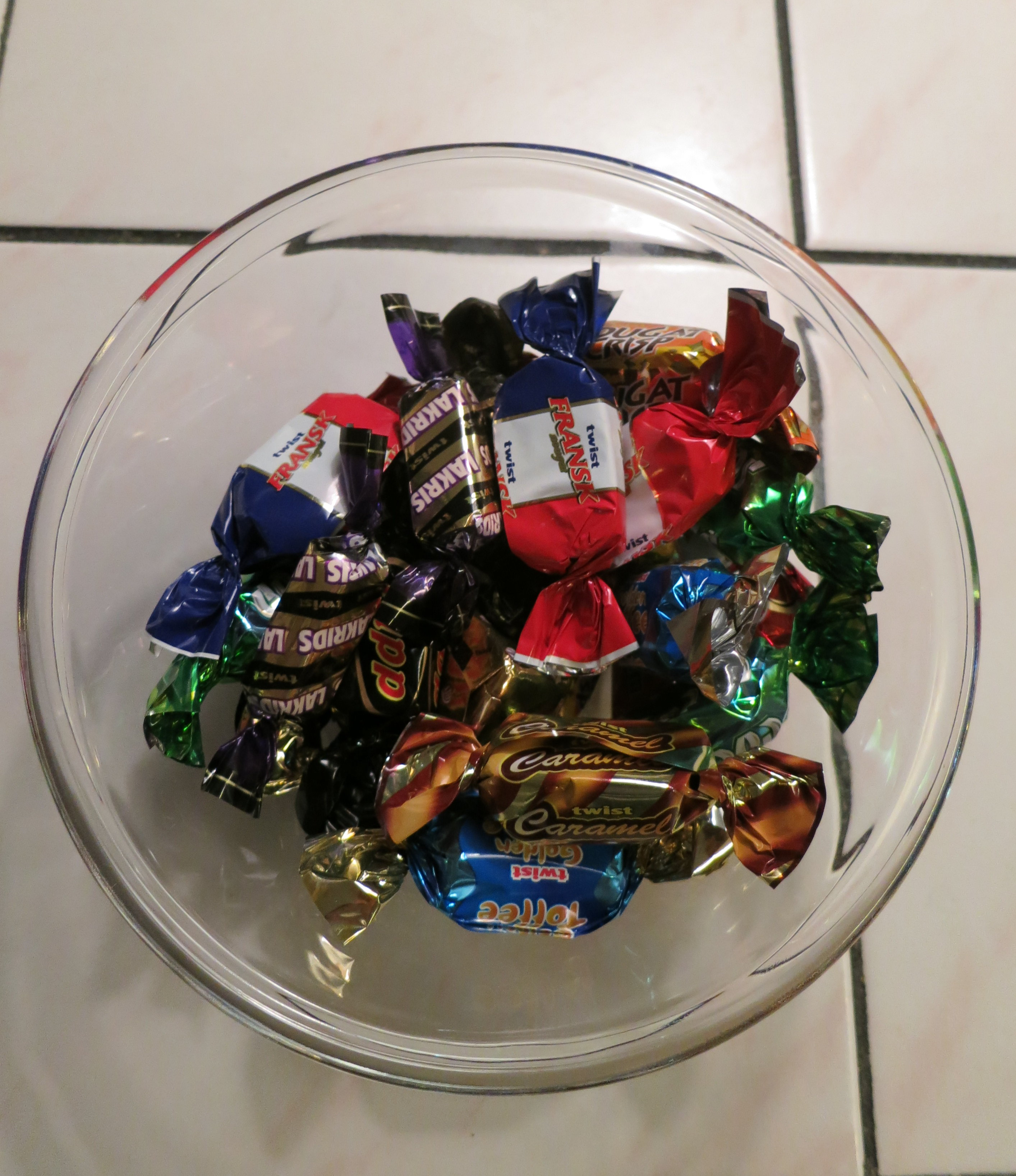
En skål med Twistpraliner.

Twist är en konfektyrpåse som innehåller en variation av inslagna praliner, exempelvis lakrits, Daim, nougatkrisp, Japp och marsipan. 
Twist marknadsförs av Marabou, som ägs av Mondelez International. Twist säljs i Norge, Sverige, Danmark och Finland. Namnet kommer inte från dansen twist, utan från den snurrade design som den första förpackningen hade.
Twist lanserades först i Norge i 1958, sedan i Sverige ett år senare. Sedan den svenska lanseringen 1959 har påsens innehåll förändrats ett antal gånger. De praliner som är kvar från start är "lakrits" och "cocos".

## Källsortering
Påsen källsorteras som mjuka plastförpackningar. Pralinerna är inslagna i metalliserad polyetenfilm (PE), cellofan och vaxat papper. PE-filmen källsorteras som mjuka plastförpackningar, medan cellofanet och det vaxade papperet sorteras som papper.